# Dießen am Ammersee
Dießen am Ammersee este o comună-târg din districtul Landsberg am Lech, regiunea administrativă Bavaria Superioară, landul Bavaria, Germania.

## Galerie de imagini

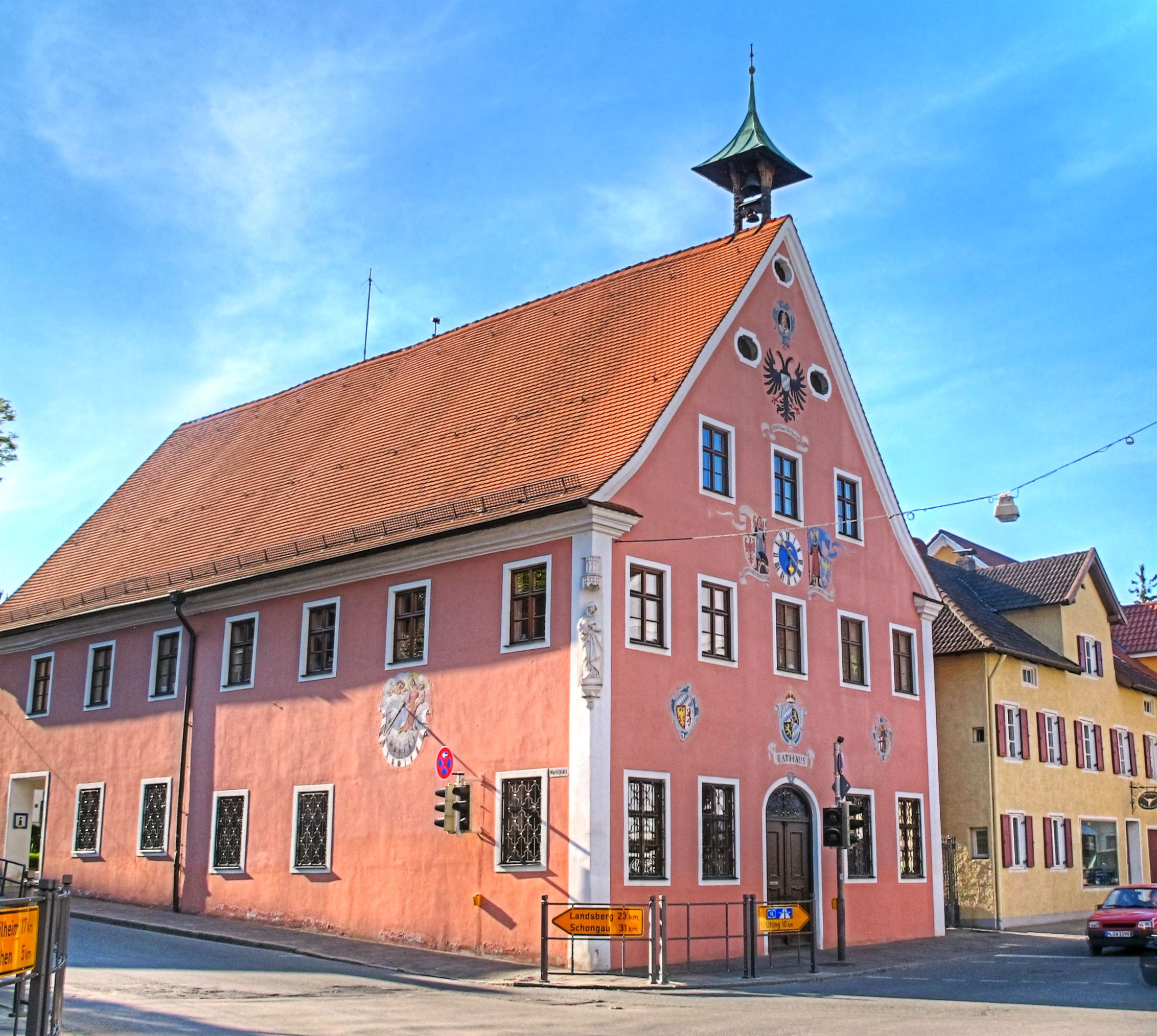
Primăria din Dießen am Ammersee
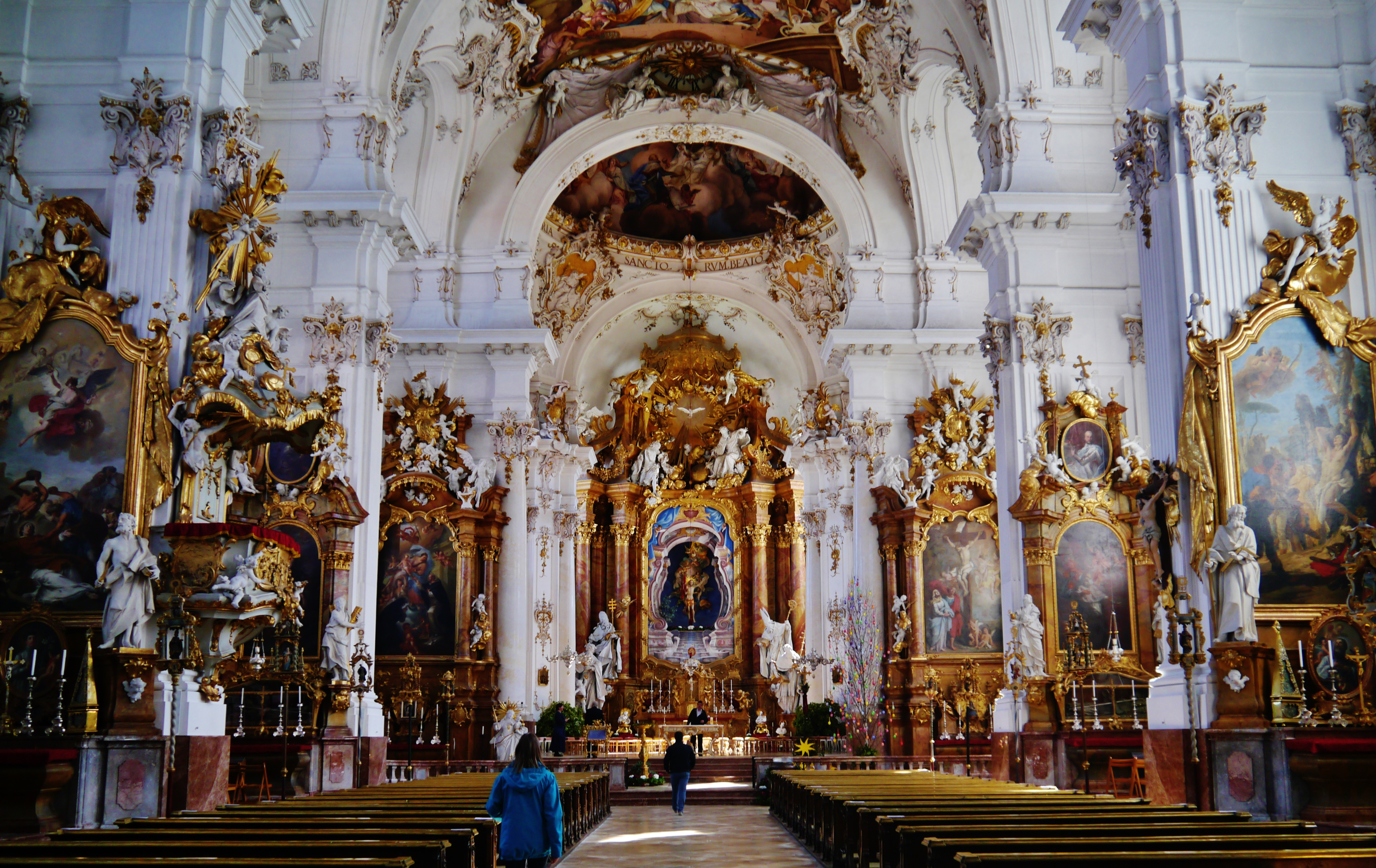
Interiorul bisericii “Marienmünster” din Dießen am Ammersee

1. ↑  Alle politisch selbständigen Gemeinden mit ausgewählten Merkmalen am 31.12.2018 (4. Quartal) (în germană), Statistisches Bundesamt[*], arhivat din original la 10 martie 2019, accesat în 10 martie 2019